# Назимок, Иван Григорьевич

Могила Назимка на Троекуровском кладбище Москвы.

Иван Григорьевич Назимок (1923—2009) — генерал-майор Советской Армии, участник Великой Отечественной войны, Герой Советского Союза (1944).

## Биография
Родился 28 января 1923 года в селе Шишино (ныне — посёлок Станционный Топкинского района Кемеровской области). Окончил девять классов школы, после чего поступил на учёбу в Кемеровский горный техникум (ныне Кемеровский горнотехнический техникум имени Кожевина В. Г.). В 1941 году был призван на службу в Рабоче-крестьянскую Красную Армию. В 1942 году он окончил Кемеровское пехотное училище. С июля того же года — на фронтах Великой Отечественной войны. В боях три раза был ранен.
К сентябрю 1943 года старший лейтенант Иван Назимок командовал 1-й миномётной ротой 465-го стрелкового полка 167-й стрелковой дивизии 38-й армии Воронежского фронта. Отличился во время битвы за Днепр. 28 сентября 1943 года рота под командованием Ивана Назимка переправилась через Днепр в районе села Вышгород Киевской области Украинской ССР и приняла активное участие в боях за захват и удержание плацдарма, отразив большое количество немецких контратак.
Указом Президиума Верховного Совета СССР «О присвоении звания Героя Советского Союза генералам, офицерскому, сержантскому и рядовому составу Красной Армии» от 10 января 1944 года за «образцовое выполнение боевых заданий командования на фронте борьбы с немецко-фашистскими захватчиками и проявленные при этом отвагу и геройство» был удостоен высокого звания Героя Советского Союза с вручением ордена Ленина и медали «Золотая Звезда» за номером 2442.
После окончания войны продолжил службу в Советской Армии. В 1956 году он окончил Военную академию имени М. В. Фрунзе. Был уволен в запас в звании генерал-майора. Проживал в Москве. Скончался 19 апреля 2009 года, похоронен на Троекуровском кладбище Москвы.
Был также награждён орденами Красного Знамени, Отечественной войны 1-й и 2-й степеней, Красной Звезды, «За службу Родине в Вооружённых Силах СССР» 3-й степени, рядом медалей.